# Roter Turm (Kulmbach)

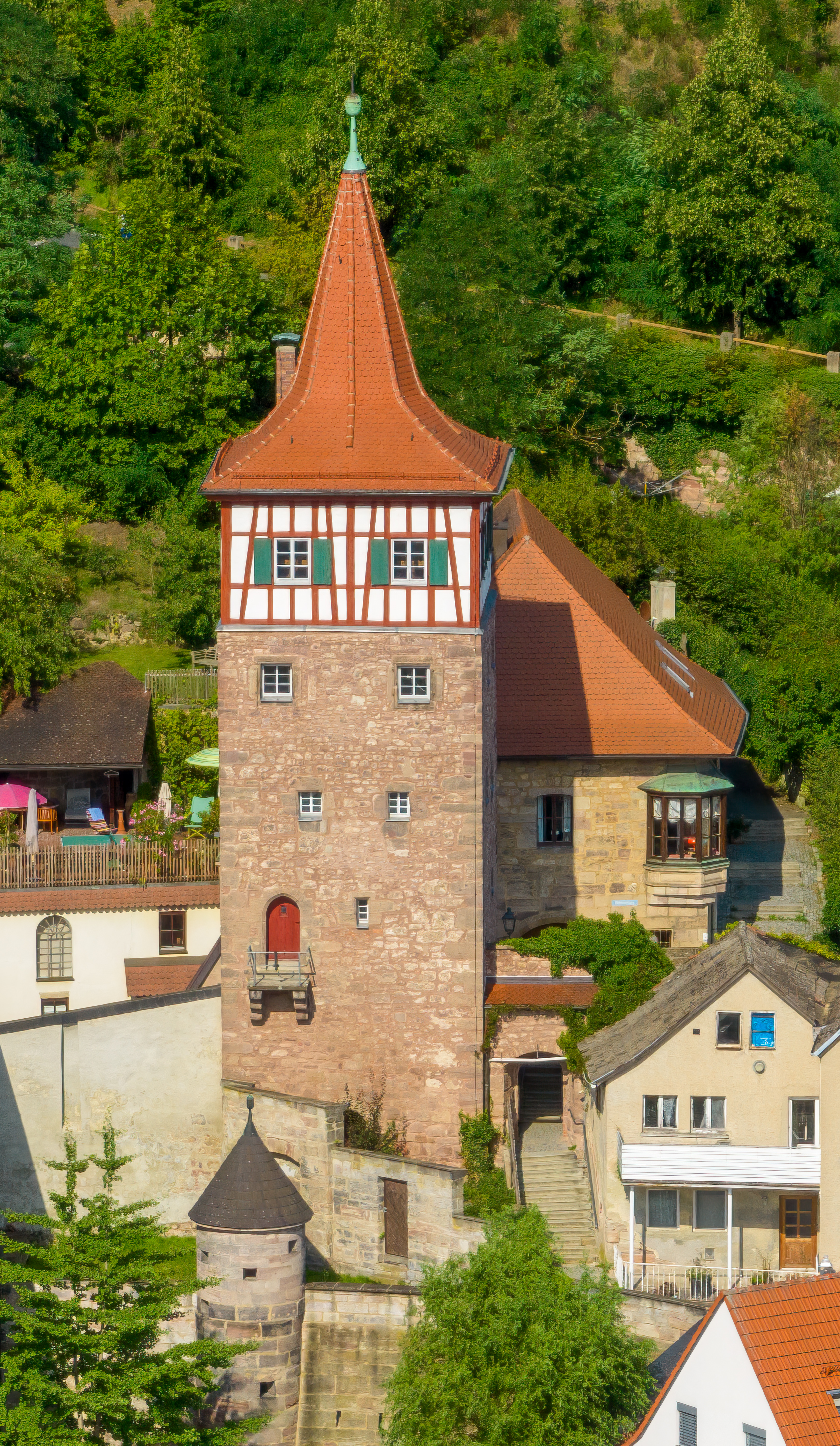
Roter Turm

Der Rote Turm in der oberfränkischen Stadt Kulmbach, Kapellengäßchen 5, ist ein mittelalterlicher Wach- und Wehrturm, der als Teil der nordöstlichen Stadtbefestigung im frühen 14. Jahrhundert am Fuß des Festungsberges der Plassenburg errichtet wurde. Der Turm ist als Baudenkmal unter der Nummer D-4-77-128-40 in die Denkmalliste des Bayerischen Landesamtes für Denkmalpflege eingetragen.

## Baubeschreibung

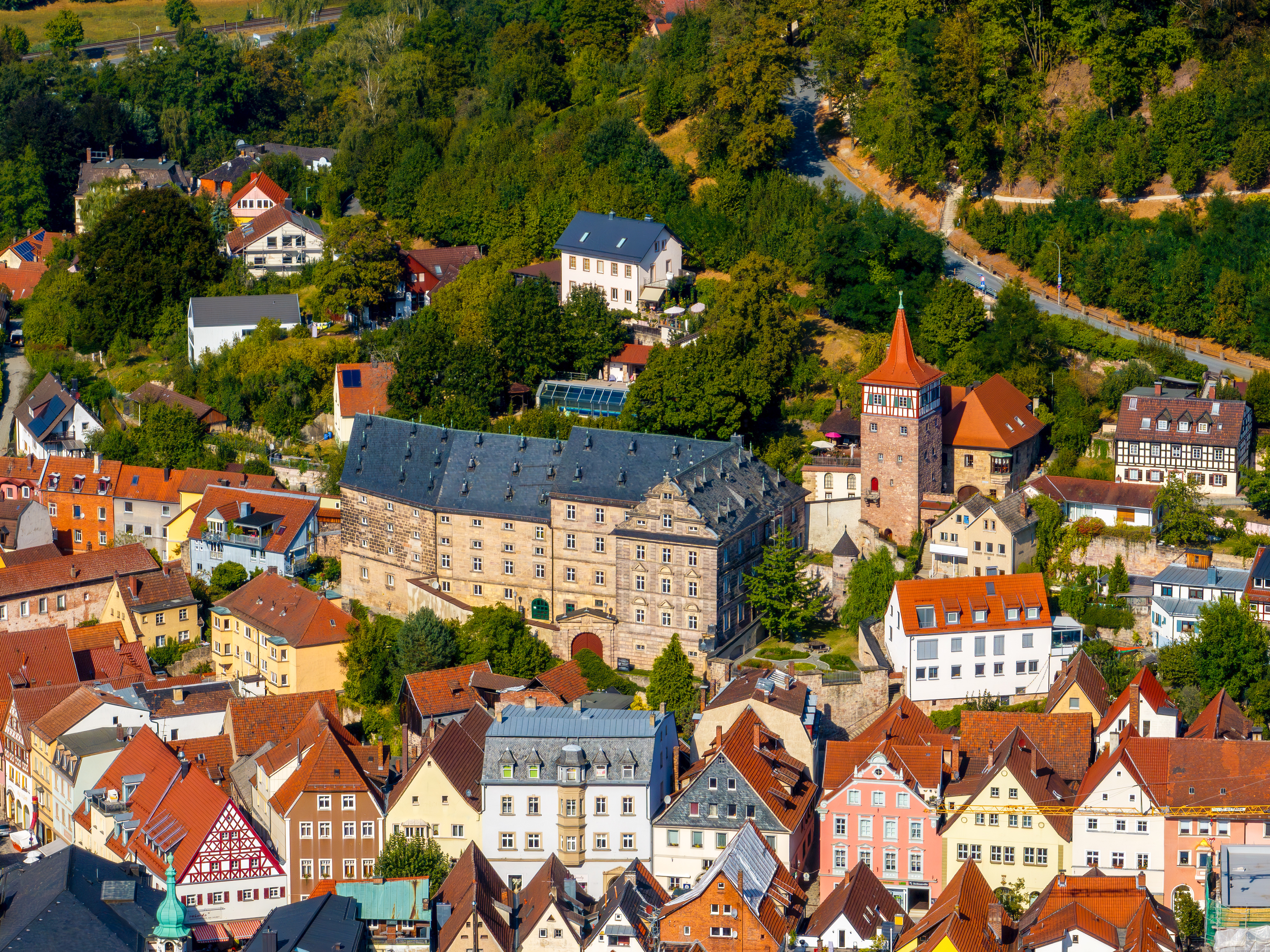
Roter Turm und Langheimer Amtshof

Mit einer Gesamthöhe von rund 27 Metern bis zur Turmspitze und einer Traufhöhe von 18,40 Metern ist der Rote Turm aufgrund seiner erhöhten Lage eines der stadtbildprägenden Gebäude der Kulmbacher Altstadt.
Die vier unteren Geschosse des fünfgeschossigen, quadratischen Turms bestehen aus einem zweischaligen, roten Buntsandsteinmauerwerk, das mit Kalkspatzenmörtel verfugt ist. Das Außenmauerwerk hat im unteren Bereich eine Stärke von 1,60 Meter und verjüngt sich im Inneren in den oberen drei Etagen jeweils um die Auflagertiefe der Deckenbalken. Die Fassaden bestehen aus unverputztem Bruchsteinmauerwerk mit Eckverbänden aus unregelmäßigen Läufer- und Bindersteinen. Die kleinen Fenster- und Türöffnungen sind mit blockförmigen Werksteingewänden aus rotem Sandstein eingefasst. Während im unteren Turmbereich großformatige Sandsteinquader verbaut wurden, werden die Steine nach oben hin zunehmend kleinteiliger. Im 1. Obergeschoss befindet sich an der Nordwestfassade ein als Erker auskragender Abort sowie an der zur Altstadt gewandten Südwestfassade ein kleiner Balkon auf dreiteiligen, geschweiften Kragsteinen, der durch eine schmale Tür mit Rundboden betreten werden kann.
Das fünfte Geschoss ist als unverputzte Holzfachwerkkonstruktion auf den massiven Turmschacht aufgesetzt und wird über eine hölzerne Treppe im Turminneren erschlossen. Im Fachwerkgeschoss sind allseitig je zwei Fensteröffnungen angeordnet, die Ausblicke auf die gesamte Altstadt freigeben. Eine Besonderheit stellt die unterschiedliche Ausbildung der Fachwerkkonstruktion des obersten Geschosses dar. Die ältesten Fachwerkteile aus der zweiten Hälfte des 16. Jahrhunderts befinden sich auf der Nordostseite des Turms und sind mit Strebekreuzen als sog. „Wilder Mann“ ausgebildet. Die drei anderen Seiten des Fachwerkgeschosses wurden im 19. Jahrhundert als Ständer- und Riegelfachwerk erneuert.
Das Dach wurde als geschweifte Spitzhaube mit hölzernem Dachstuhl und einer Dachdeckung aus roten Biberschwanzziegeln errichtet.

## Bau- und Nutzungsgeschichte
Mit dem Stadtrecht erhielt Kulmbach im 13. Jahrhundert auch das Recht, eine Stadtmauer zu errichten. An der höchsten Stelle der nordöstlichen Stadtmauer wurde um 1300 ein Turm in den ehemaligen Stadtgraben (heute die Gasse Röthleinsberg) gebaut, der nach außen vor die Stadtmauer vorspringt, um in den Graben eingedrungene Feinde effektiv bekämpfen zu können. Reste der angrenzenden mittelalterlichen Stadtmauer sind bis heute in der nordöstlichen Fassade des ab 1692 errichteten Langheimer Amtshofes ablesbar.
Ab 1631 wurde der Turm offiziell als Roter Turm bezeichnet, was auf sein äußeres Erscheinungsbild, das rote Sandsteinmauerwerk und das rot gestrichene Fachwerk des Obergeschosses zurückgeführt wird.
Während der Einnahme und Zerstörung der Stadt im Zweiten Markgrafenkrieg durch feindliche Truppen am 26. November 1553 brannte auch der Rote Turm vollständig aus. Beim Wiederaufbau ab 1557 erhielt der Turm seine heutige Gestalt mit aufgesetztem Fachwerkgeschoss und geschweiftem Spitzhelm.
Militärisch war der Rote Turm als Wehrturm durch die Weiterentwicklung der Kanonentechnik seit dem 16. Jahrhundert nahezu bedeutungslos geworden, erfüllte jedoch in den folgenden Jahrhunderten aufgrund seiner Lage und Höhe als Wachturm für den Brandwächter eine wichtige Funktion, da man von hier aus fast die gesamte Kulmbacher Altstadt überblicken konnte. Daher diente der Turm auch als Wohnung des Stadtpfeifers und Stadtmusikanten, der gleichzeitig die Aufgabe des Brandwächters erfüllte.
Die Ämter des Stadtmusikanten und des Kantors der Stadtpfarrkirche waren Bindeglieder zwischen weltlicher und geistlicher Musik. Im Stadtpfeiferamt vereinigten sich alte Überlieferungen in Form von Turmwärterrechten mit bürgerlicher Musikpraxis. Nach dem Ableben des Stadtmusikus Wilhelm Götz 1868 erarbeitete der Stadtmagistrat neue Instruktionen für den Stadtmusikanten: Nach Paragraf 4 hatte „täglich zwischen 11 und 12 Uhr der Stadtmusikus mit seinen Leuten auf dem Rothem Thurme nach den verschiedenen Stadtteilen hin einen vierstimmigen Choral zu blasen“. Daraufhin richtete der Stadtmusikus Johann Kotz einen Beschwerdebrief an den Stadtrat mit folgendem Wortlaut: „Der rothe Thurm, auf welchem sich meine Dienstwohnung befindet, ist bekanntlich sehr hoch, und daher das täglich oftmalige Begehen desselben ist beschwerlich und sehr ermüdend. Ich muss deshalb hierüber fortwährend die Klagen meiner Schüler anhören, mir wurde sogar von einigen Vätern derselben bedeutet, dass sie unter diesen Verhältnissen ihre Söhne von weiterem Unterrichtbesuch bei mir abhalten müssten. Es ist auch richtig und wird wohl von jeder Person, die nur einmal diesen Thurm bestiegen hat, bestätigt werden, dass man, oben angekommen, fast zusammenknickt und geraume Zeit braucht, bis man sich wieder etwas erholt hat.“ Johann Kotz wollte eine Wohnung im Lokal des Musikvereins, dessen Dirigent er war, im Haus des Metzgermeisters Hereth (Obere Stadt 5) beziehen. Aufgrund dieser Beschwerde wurden die musikalischen Darbietungen um 1880 eingestellt.
Bis Anfang der 1970er Jahre wurde der Rote Turm noch als Wohnturm genutzt. Infolge der Wohnungsnot nach dem Zweiten Weltkrieg lebte hier viele Jahre eine kinderreiche Familie in beengten Wohnverhältnissen und mit unzureichender Sanitärausstattung.
Ende der 1970er Jahre wurde der Turm umfassend saniert und anschließend vom Kulmbacher Kunsterzieher Hans-Dieter Ernst als didaktisches Atelier und Ausstellungsraum genutzt. Im Fachwerkgeschoss fanden sporadisch Lesungen und andere kulturelle Veranstaltungen statt, bevor der Turm aufgrund seines schlechten Bauzustands mehrere Jahre leer stand.
Im Jahr 2015 wurden bei Wartungsarbeiten massive Fäulnisschäden am Fachwerk und Schäden am Sandsteinmauerwerk festgestellt, welche auf eine unsachgemäße Sanierung des Turms in den 1970er Jahren zurückzuführen waren. In Abstimmung mit dem Landesamt für Denkmalpflege und unter Beteiligung mehrerer Fachbüros beauftragte die Stadt eine detaillierte Schadensaufnahme zur Erstellung eines Sanierungskonzepts. Zwischen 2016 und 2018 wurde der Rote Turm denkmalgerecht restauriert. Hierbei wurden das Fachwerk und der Dachstuhl instand gesetzt, das Sandsteinmauerwerk saniert und statisch gesichert sowie die Holzfenster und die Dachdeckung vollständig erneuert. Alte Einbauten aus der Zeit der Wohnnutzung wurden zurückgebaut und die Heizungs- und Sanitärinstallation erneuert. Die Gesamtkosten beliefen sich auf rund 650.000 Euro, hiervon wurden rund 550.000 Euro aus öffentlichen Fördermitteln finanziert. Die Deutsche Stiftung Denkmalschutz beteiligte sich mit 20.000 Euro an den Sanierungskosten. Seit dem Abschluss der Restaurierungsmaßnahmen im Jahr 2018 kann der Rote Turm im Rahmen der Kulmbacher Turmführungen besichtigt werden.